# Kremlin van Smolensk

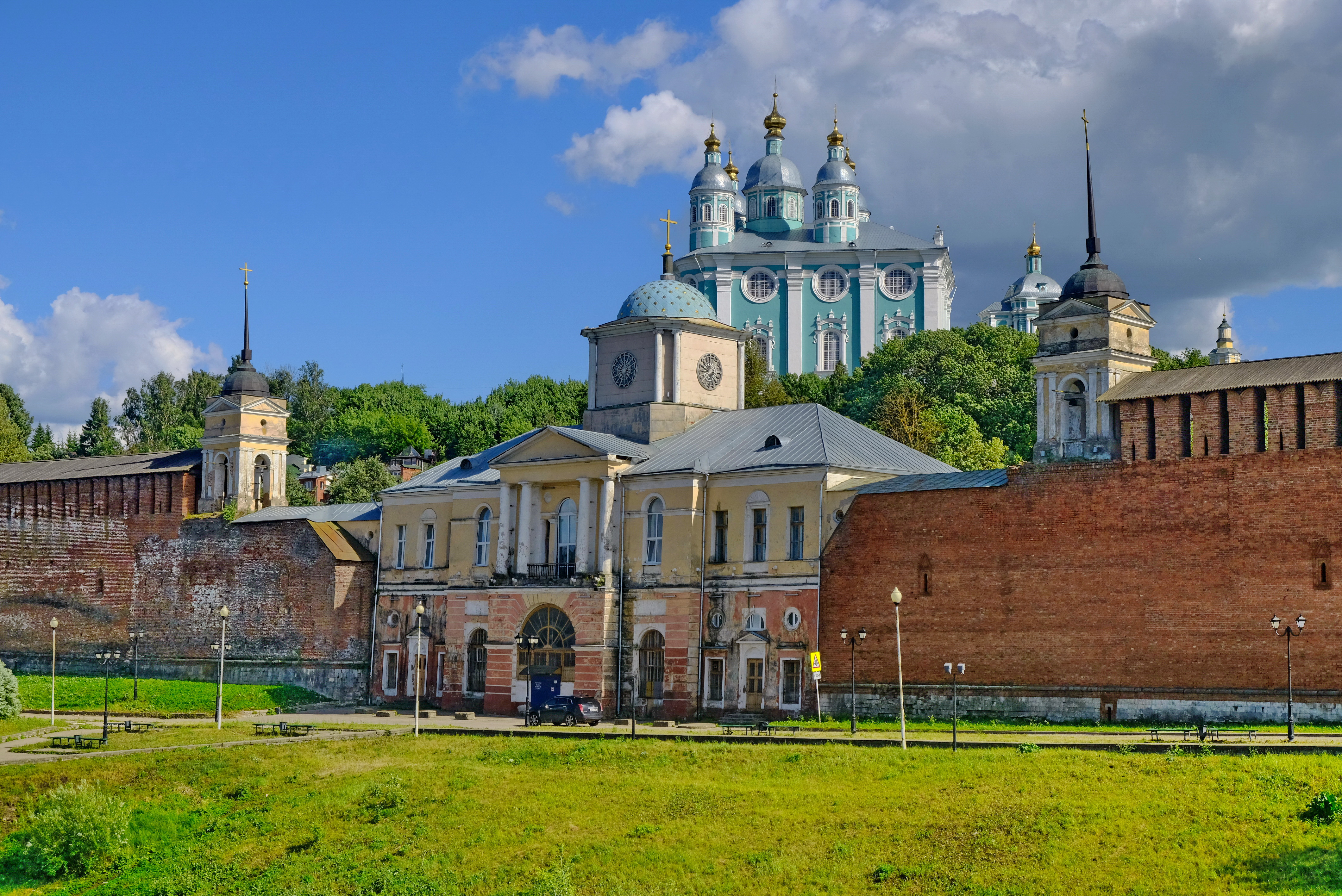
De hoofdpoort naar Moskou

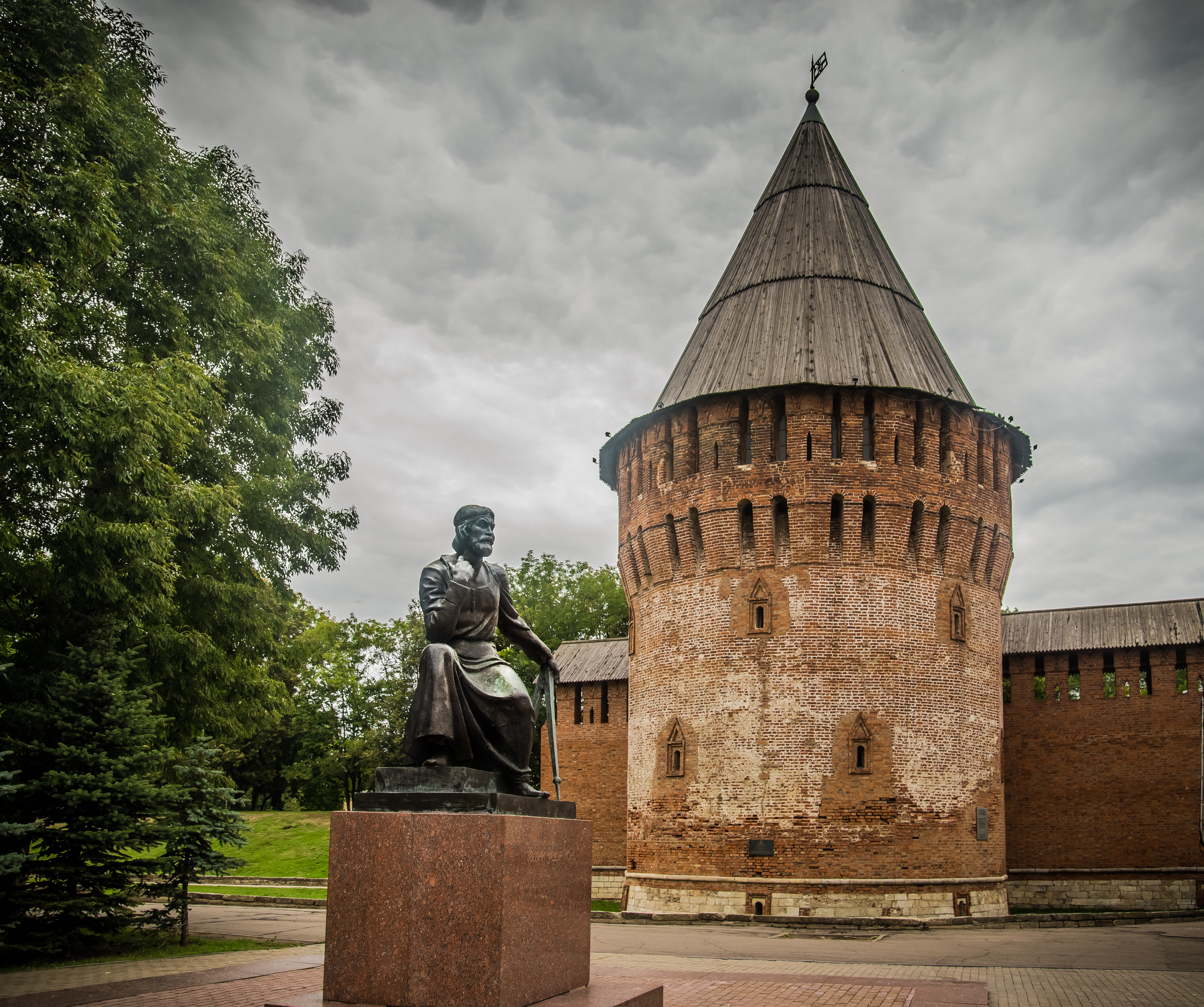
Deel van de muur met beeld van bouwmeester Fyodor Kon op de voorgond

Kaart met bewaard gebleven delen van de muur en torens

Het Kremlin van Smolensk (Russisch: Смоленский кремль) is een kremlin (fort) dat het centrum van de stad Smolensk in het westen van Rusland omsluit. De gedeeltelijk bewaarde vestingmuur werd gebouwd tussen 1595 en 1602, tijdens het bewind van tsaren Fjodor I en Boris Godoenov. De muren hadden een lengte van ongeveer 6,5 kilometer, waarvan minder dan de helft bewaard is gebleven. De vestingwerken werden gebouwd onder toezicht van de bouwmeester Fyodor Kon. Het kremlin heeft een grote historische betekenis, met name als het fort dat de Russische staat eeuwenlang tegen invallen vanuit het westen beschermde en is geclassificeerd als een architectonisch monument dat op federaal niveau wordt beschermd.

## Reden bouw
Smolensk ligt op een belangrijke route van het westen naar Moskou. Het had daarom van oudsher een grote betekenis voor de verdediging van Rusland. Russische heersers schonken veel aandacht aan de verdedigingswerken. In het voorjaar van 1554 gaf tsaar Ivan de Verschrikkelijke opdracht een nieuw fort te bouwen van hout. Door de snelle ontwikkeling van de artillerie bood een houten fort onvoldoende bescherming en aan het einde van de 16e eeuw werd besloten een nieuw stenen fort te bouwen.

## Bouw
In december 1595 begon de bouw. Het was een groot werk en er werd gewerkt van zonsopgang tot zonsondergang. De arbeiders leefden in barre omstandigheden en kwamen in 1599 in opstand vanwege honger, kou en ziekten. Het weer werkte ook niet mee, in de zomer van 1597 leed het werk onder zware regenval en in 1600 was er sprake van hitte gevolgd door veel neerslag wat resulteerde in een hongersnood. Het nieuwe fort staat op dezelfde plaats als het oude fort en op sommige plaatsen werd het oude gebruikt als fundament voor het nieuwe.

## Restanten
Niet alle muren en torens zijn bewaard gebleven. Van het oostelijke deel van de muur zijn negen torens behouden, aan het zuidwesten vijf  torens en in het noorden nog drie torens. Er zijn twee hoofdpoorten, een in de richting van Moskou en een naar Kiev.